# كارستن هانسن
كارستن هانسن (بالدنماركية: Carsten Hansen)‏ هو سياسي دانمركي، ولد في 10 يناير 1957 في أودنسه في الدنمارك. حزبياً، نشط في الحزب الاشتراكي الديمقراطي (الدنمارك). وقد انتخب عضو فولكتنغ ‏ عن دائرة Funen (Folketing constituency) ‏ وقد انضم خلال فترته النيابية ‏  للكتلة البرلمانية الحزب الاشتراكي الديمقراطي (الدنمارك) وانتخب وزير التعاون الشمالي ‏ وانتخب عضو فولكتنغ ‏ عن دائرة Funen (Folketing constituency) ‏ وقد انضم خلال فترته النيابية ‏  للكتلة البرلمانية الحزب الاشتراكي الديمقراطي (الدنمارك).